# الین لوریا
الین گودمن لوریا (‎/ˈlʊriə/‎ ; LUUR-ee-ə؛ زاده ۱۵ اوت ۱۹۷۵) یک سیاستمدار آمریکایی و کهنه سرباز نیروی دریایی ایالات متحده است که از سال ۲۰۱۹ تا ۲۰۲۳ به عنوان نماینده ایالات متحده از حوزه انتخابیه دوم ویرجینیا  خدمت کرده است. منطقه کنگره لوریا شامل اکثر جاده‌های همپتون، از جمله تمام ویرجینیا بیچ، ویلیامزبورگ، و پوکوسون و بخش‌هایی از نورفولک و همپتون بود. او قبل از کاندیداتوری برای کنگره، به مدت ۲۰ سال به عنوان افسر نیروی دریایی خدمت کرد. لوریا به درجه فرماندهی رسید و بیشتر دوران حرفه ای خود را در کشتی گذراند.
لوریا در ۱۵ اوت ۱۹۷۵ در بیرمنگام، آلاباما به دنیا آمد. خانواده مادرش در سال ۱۹۰۶ به جاسپر، آلاباما مهاجرت کردند. این خانواده به معدنچیان زغال سنگ در شهرستان واکر، آلاباما کالا می‌فروخت. در اوایل دهه ۱۹۰۰، پدربزرگ لوریا به تأسیس یک جماعت یهودی اصلاح طلب در یاسپر کمک کرد و خانواده نزدیک او به معبد امانو-ال در بیرمنگام پیوستند. مادر و مادربزرگ لوریا در شورای ملی زنان یهودی (که مادرش رئیس آن بود)، هاداسا، معبد امانو-ال و فدراسیون یهودیان بیرمنگام فعال بودند.